# Coluzea spiralis
Coluzea spiralis är en snäckart som först beskrevs av Arthur Adams 1856.  Coluzea spiralis ingår i släktet Coluzea och familjen Turbinellidae. Inga underarter finns listade i Catalogue of Life.